# 18 Melpomene
Melpomene /mɛlˈpɒmɪniː/ (định danh hành tinh vi hình: 18 Melpomene) là một tiểu hành tinh lớn và sáng ở vành đai chính. Thành phần cấu tạo của nó gồm silicat và kim loại. Tiểu hành tinh này do John Russell Hind phát hiện ngày 24 tháng 6 năm 1852 và được đặt theo tên Melpomene, nữ thần bảo trợ bi kịch trong thần thoại Hy Lạp.
Ngày 11 tháng 12 năm 1978, Melpomene đã che khuất ngôi sao SAO 114159. Một vệ tinh có thể thuộc tiểu hành tinh này với đường kính ít nhất là 37 km đã được khám phá, và được tạm đặt tên là S/1978 (18) 1.
Melpomene đã được quan sát thấy bằng kính viễn vọng không gian Hubble năm 1993.